# Z 3 Max Schultz
Z3 Max Schultz war ein Zerstörer der deutschen Kriegsmarine der Klasse Zerstörer 1934.
Das Boot war nach Korvettenkapitän Max Schultz (1874–1917) benannt, der am 23. Januar 1917 als Flottillenchef während eines Gefechtes mit Kreuzern der Royal Navy im Ärmelkanal an Bord seines Führerboots V 69 fiel. Z3 Max Schultz ging infolge eines irrtümlichen Luftangriffs deutscher Flugzeuge im Februar 1940 mit der gesamten Besatzung nach Auftreffen auf eine Seemine in der Nordsee unter.

## Geschichte

### Kollision
Am 27. August 1939 rammte die Max Schultz bei Dunkelheit östlich Bornholm das abgeblendete Torpedoboot Tiger, das darauf schnell sank. Die Besatzung wurde vom Zerstörer aufgenommen. Die Max Schultz war selbst am Bug schwer beschädigt worden und musste vom Zerstörer Georg Thiele in Schlepp genommen werden. Mit vier Knoten Fahrt wurde das Boot nach Swinemünde geschleppt. Die Reparaturen erfolgten bei den Stettiner Oderwerken.

### Zweiter Weltkrieg
Im Zweiten Weltkrieg war das Boot zumeist in der Nordsee zum Minenlegen oder im Handelskrieg eingesetzt. Dabei kam es am 28. Oktober 1939 zu einer Turbinenexplosion, bei der ein Seemann getötet wurde. Der Zerstörer musste drei Monate in die Werft, um die Schäden beheben zu lassen. Anschließend half das Schiff, eine weitere Minensperre vor der englischen Küste zu legen, auf der mehrere Handelsschiffe sanken.

### Untergang
Der Zerstörer ging am 22. Februar 1940 beim Unternehmen Wikinger auf der Doggerbank verloren, als er mit den Zerstörern Leberecht Maass, Richard Beitzen, Erich Koellner, Theodor Riedel und Friedrich Eckoldt Minen vor der englischen Ostküste legen sollte. Auf dem Weg ins Einsatzgebiet wurden die Schiffe von mehreren deutschen Bombern vom Typ He 111 der II. Gruppe des Kampfgeschwaders 26, in der Dunkelheit versehentlich mehrmals angegriffen, weil die Luftwaffe über das Unternehmen nicht informiert worden war und die Flugzeugbesatzung deshalb annahm, einen britischen Zerstörerverband aufgespürt zu haben. Leberecht Maass wurde von mindestens einer Fliegerbombe getroffen, geriet vermutlich in ein bis dahin unbekanntes britisches Minenfeld, lief auf eine Mine und begann zu sinken. Bei dem Versuch, der Besatzung des Schwesterbootes zu Hilfe zu kommen, lief die Max Schultz vermutlich ebenfalls auf eine Mine und sank nach der Explosion rasch. Die gesamte Besatzung von 308 Mann kam ums Leben.

## Kommandanten
- 8. April 1937 bis 24. Oktober 1938: Korvettenkapitän Martin Baltzer
- 25. Oktober 1938 bis 22. Februar 1940: Fregattenkapitän Claus Trampedach, nach ihm ist das Trampedachlager benannt